# Villa Casparus
Villa Casparus is een monumentale villa aan de Amstellandlaan in de Nederlandse stad Weesp. De opdrachtgever was Casparus van Houten Jr., eigenaar van de cacaofabriek Van Houten.
De villa is gebouwd in 1901 in eclectische stijl door de architect Abraham Salm en had oorspronkelijk 99 kamers. Zij heeft een lichtkoepel met gebrandschilderd glas ontworpen door Adolf le Comte. Vanaf de bouw was de villa voorzien van een centrale verwarming en een lift. De tuin was een ontwerp van Leonard Springer.
Van Houten heeft nooit in zijn villa gewoond: bij zijn overlijden in 1901 moest deze nog gemeubileerd worden. Zijn erfgenaam was Douwinus van Houten (1861-1939) die in de villa ging wonen. Hij overleed op 18 maart 1939 en de villa stond vlak voor het uitbreken van de Tweede Wereldoorlog grotendeels leeg. Het gebouw werd gebruikt voor de huisvesting van gemobiliseerde militairen.  Het bood, onder andere, onderdak aan een deel van de staf van het II-23-RI (Regiment Infanterie) en 87 bereden manschappen en hun paarden.
Rond 1950 werd na een ingrijpende verbouwing in de reusachtige woning de fietsenfabriek Magneet gevestigd. In 2002 kwam een verbouwing tot stand tot appartementencomplex. Het gebouw is een gemeentelijk monument. 